# Marquesado de González Tablas
El marquesado de González Tablas es un título nobiliario español creado por el rey Alfonso XIII en favor de María del Carmen Cerní y Mas, viuda de Santiago González-Tablas y García-Herreros, teniente coronel de infantería de Regulares de Ceuta, muerto en acción de guerra en Tazarut (Marruecos), mediante real decreto del 2 de agosto de 1923 y despacho expedido el 11 de octubre del mismo año.

## Marqueses de González Tablas

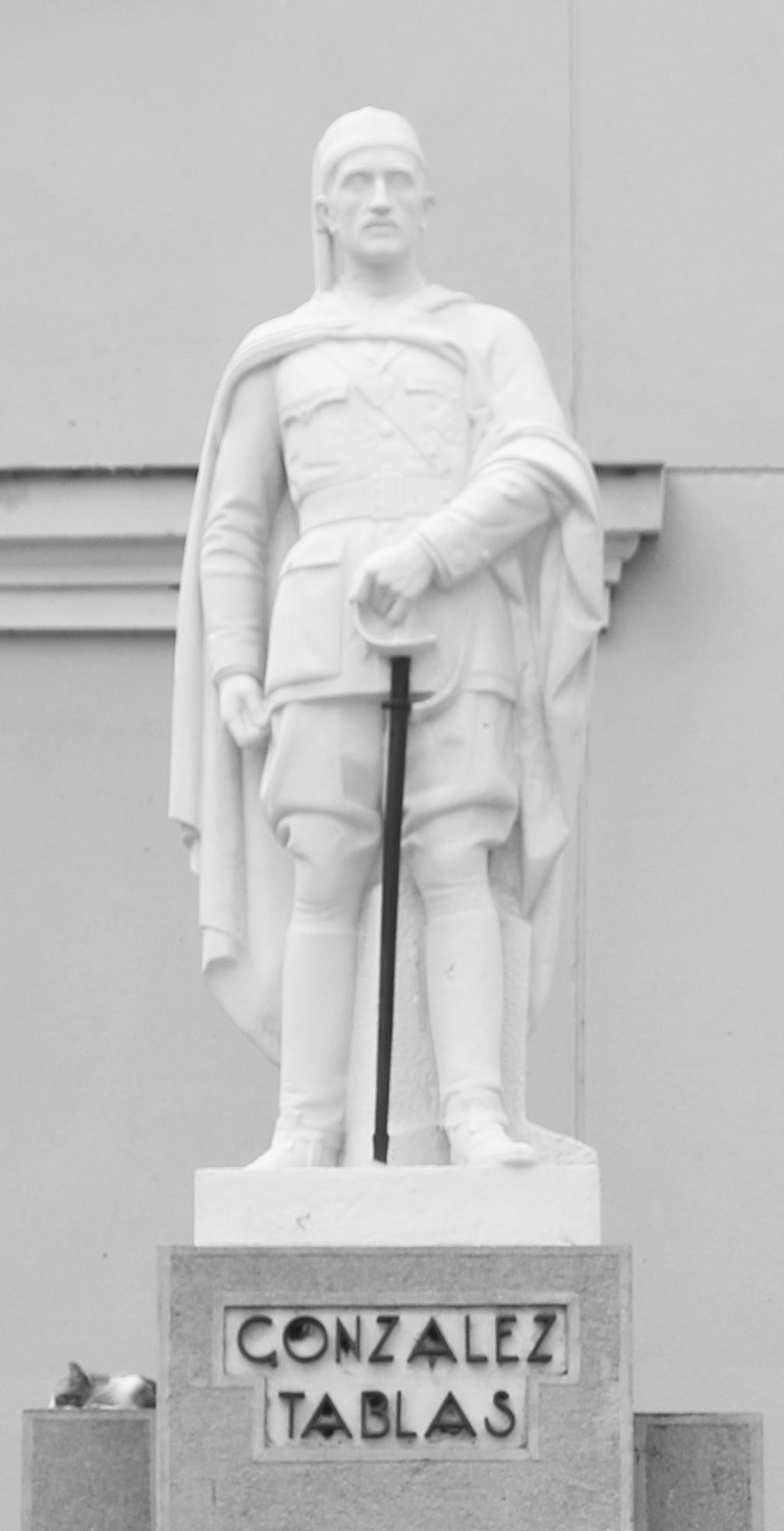
Estatua de Santiago González Tablas, teniente coronel de Regulares de Ceuta, en el Paseo de las Palmeras (Ceuta). En su memoria se erigió este marquesado.

|                           | Titular                                  | Periodo                   |
| Creación por Alfonso XIII | Creación por Alfonso XIII                | Creación por Alfonso XIII |
| ------------------------- | ---------------------------------------- | ------------------------- |
| I                         | María del Carmen Cerní y Más             | 1922-¿?                   |
| II                        | Victoria Eugenia González-Tablas y Cerní | 1976-1999                 |
| III                       | Santiago Chamorro y González-Tablas      | 2000-2011                 |
| IV                        | Christian Chamorro Courtland             | 2012-hoy                  |

## Historia de los marqueses de González Tablas
- María del Carmen Cerní y Mas, I marquesa de González Tablas.[3]

Casó con Santiago González-Tablas y García-Herreros. El 10 de febrero de 1976, previa orden del 24 de enero de 1969 para que se expida la correspondiente carta de sucesión (BOE del 4 de febrero), le sucedió su hija:
- Victoria Eugenia González-Tablas y Cerní (Ceuta, 24 de octubre de 1921-1999), II marquesa de González-Tablas.[3]

Casó el 18 de junio de 1948 con Eduardo Chamorro y Sambucy de Sorgue (1918-1995). El 24 de marzo del 2000, previa orden del 4 de febrero de ese mismo año para que se expida la correspondiente carta de sucesión (BOE del 16 de marzo), le sucedió su hijo:
- Santiago Chamorro y González-Tablas (1949-2011), III marqués de González Tablas, ministro plenipotenciario.[3]

Casó el 17 de abril de 1979, en Ottawa (Canadá) con Nancy Courtland (n. 1952). El 18 de octubre de 2012, previa orden del 3 de julio para que expida la correspondiente carta de sucesión (BOE del día 17), le sucedió su hijo:
- Christian Chamorro Courtland (n. Ginebra, 1 de febrero de 1986),  IV marqués de González Tablas.[3]